# Campionati europei di sollevamento pesi 2007
I Campionati europei di sollevamento pesi 2007, 88ª edizione maschile e 20ª femminile della manifestazione, si sono svolti dal 17 al 22 aprile a Strasburgo, in Francia, alla Hall Rhénus.
In base alle variazioni avvenute nel corso del suo svolgimento, l'edizione è conteggiata come:
- la 66ª effettivamente organizzata;
- la 86ª secondo la numerazione della EWF;
- la 88ª secondo la numerazione della IWF.

## Squalifiche
Le competizioni furono caratterizzate da due squalifiche:
- Fetije Kasaj nei pesi leggeri femminili, che giunse seconda, trovata positiva due mesi dopo al test antidoping;[6]
- Tatsiana Hramyka nei pesi supermassimi femminili, che giunse quarta.[7]

Nelle categorie maschili non vi fu nessuna squalifica.

## Titoli in palio
Sono stati assegnati 15 titoli nel totale dell'esercizio (45 considerando anche le due specialità, lo strappo e lo slancio) in 8 categorie maschili e 7 femminili, sotto elencate.
Categorie maschili
| Categoria            | Eventi         | Atleti | Gruppi |
| -------------------- | -------------- | ------ | ------ |
| Pesi gallo           | Fino a 56 kg   | 11     | 2      |
| Pesi piuma           | Fino a 62 kg   | 23     | 2      |
| Pesi leggeri         | Fino a 69 kg   | 20     | 2      |
| Pesi medi            | Fino a 77 kg   | 24     | 2      |
| Pesi massimi leggeri | Fino a 85 kg   | 23     | 2      |
| Pesi mediomassimi    | Fino a 94 kg   | 19     | 2      |
| Pesi massimi         | Fino a 105 kg  | 16     | 2      |
| Pesi supermassimi    | Oltre i 105 kg | 15     | 2      |

Categorie femminili
| Categoria            | Eventi        | Atlete | Gruppi |
| -------------------- | ------------- | ------ | ------ |
| Pesi gallo           | Fino a 48 kg  | 9      | 2      |
| Pesi piuma           | Fino a 53 kg  | 15     | 2      |
| Pesi leggeri         | Fino a 58 kg  | 18     | 2      |
| Pesi medi            | Fino a 63 kg  | 17     | 2      |
| Pesi massimi leggeri | Fino a 69 kg  | 16     | 2      |
| Pesi massimi         | Fino a 75 kg  | 13     | 2      |
| Pesi supermassimi    | Oltre i 75 kg | 11     | 2      |

## Calendario eventi
Di seguito il calendario dei titoli da assegnare nelle sei giornate di gare.
| Giorno→ Categoria ↓ | Ma 17 | Me 18 | Gi 19 | Ve 20 | Sa 21 | Do 22 |
| ------------------- | ----- | ----- | ----- | ----- | ----- | ----- |
| 56 kg               | ●     |       |       |       |       |       |
| 62 kg               |       | ●     |       |       |       |       |
| 69 kg               |       |       | ●     |       |       |       |
| 77 kg               |       |       |       | ●     |       |       |
| 85 kg               |       |       |       | ●     |       |       |
| 94 kg               |       |       |       |       | ●     |       |
| 105 kg              |       |       |       |       | ●     |       |
| +105 kg             |       |       |       |       |       | ●     |

| Giorno→ Categoria ↓ | Ma 17 | Me 18 | Gi 19 | Ve 20 | Sa 21 | Do 22 |
| ------------------- | ----- | ----- | ----- | ----- | ----- | ----- |
| 48 kg               | ●     |       |       |       |       |       |
| 53 kg               | ●     |       |       |       |       |       |
| 58 kg               |       | ●     |       |       |       |       |
| 63 kg               |       | ●     |       |       |       |       |
| 69 kg               |       |       | ●     |       |       |       |
| 75 kg               |       |       | ●     |       |       |       |
| +75 kg              |       |       |       | ●     |       |       |

## Nazioni partecipanti
Le nazioni che hanno partecipato ai campionati furono 38 per un totale di 250 partecipanti (151 atleti e 99 atlete). In origine, 46 nazioni – le otto non partecipanti sono indicate in corsivo – dovevano prendere parte ai campionati. Tra parentesi i partecipanti per nazione.
- Albania  (5)
- Armenia  (9)
- Austria  (3)
- Azerbaigian  (8)
- Belgio  (2)
- Bielorussia  (15)
- Bosnia ed Erzegovina  (2)
- Bulgaria  (12)
- Cipro  (1)
- Croazia  (0)
- Danimarca  (1)
- Estonia  (0)
- Finlandia  (6)
- Francia  (11)
- Galles  (1)
- Georgia  (0)
- Germania  (12)
- Grecia  (15)
- Irlanda  (1)
- Islanda  (0)
- Israele  (4)
- Italia  (9)
- Lettonia  (1)
- Lituania  (8)
- Lussemburgo  (0)
- Malta  (0)
- Moldavia  (7)
- Monaco  (1)
- Norvegia  (1)
- Paesi Bassi  (0)
- Polonia  (14)
- Portogallo  (1)
- Regno Unito  (4)
- Rep. Ceca  (4)
- Romania  (7)
- Russia  (15)
- San Marino  (1)
- Serbia  (2)
- Slovacchia  (8)
- Slovenia  (0)
- Spagna  (15)
- Svezia  (1)
- Svizzera  (2)
- Turchia  (15)
- Ucraina  (13)
- Ungheria  (13)

## Risultati

### Categorie maschili
| Evento             | Oro                 | Oro    | Argento             | Argento | Bronzo                | Bronzo |
| ------------------ | ------------------- | ------ | ------------------- | ------- | --------------------- | ------ |
| 56 kg (Dettagli)   |                     |        |                     |         |                       |        |
| Strappo            | Vitalij Dzerbjanëŭ  | 122 kg | Igor Bour           | 119 kg  | Igor Grabucea         | 115 kg |
| Slancio            | Igor Bour           | 151 kg | Vitalij Dzerbjanëŭ  | 144 kg  | Igor Grabucea         | 138 kg |
| Totale             | Igor Bour           | 270 kg | Vitalij Dzerbjanëŭ  | 266 kg  | Igor Grabucea         | 253 kg |
| 62 kg (Dettagli)   |                     |        |                     |         |                       |        |
| Strappo            | Henadzij Machveenja | 134 kg | Sergej Petrosjan    | 130 kg  | Vladimir Popov        | 130 kg |
| Slancio            | Sergej Petrosjan    | 159 kg | Erol Bilgin         | 158 kg  | Jasen Stojanov        | 157 kg |
| Totale             | Sergej Petrosjan    | 289 kg | Henadzij Machveenja | 288 kg  | Erol Bilgin           | 286 kg |
| 69 kg (Dettagli)   |                     |        |                     |         |                       |        |
| Strappo            | Tigran Martirosyan  | 155 kg | Vencelas Dabaya     | 148 kg  | Vladislav Lukanin     | 147 kg |
| Slancio            | Vencelas Dabaya     | 183 kg | Əfqan Bayramov      | 177 kg  | Tigran Martirosyan    | 176 kg |
| Totale             | Vencelas Dabaya     | 331 kg | Tigran Martirosyan  | 331 kg  | Vladislav Lukanin     | 322 kg |
| 77 kg (Dettagli)   |                     |        |                     |         |                       |        |
| Strappo            | Gevorg Davtian      | 166 kg | Ara Khachatryan     | 165 kg  | Mikalaj Čarnjak       | 160 kg |
| Slancio            | Gevorg Davtian      | 197 kg | Ara Khachatryan     | 196 kg  | Taner Sağır           | 193 kg |
| Totale             | Gevorg Davtian      | 363 kg | Ara Khachatryan     | 361 kg  | Taner Sağır           | 353 kg |
| 85 kg (Dettagli)   |                     |        |                     |         |                       |        |
| Strappo            | İzzet İnce          | 172 kg | Vadzim Stral'coŭ    | 172 kg  | Valeriu Calancea      | 165 kg |
| Slancio            | Valeriu Calancea    | 208 kg | İzzet İnce          | 201 kg  | Vadzim Stral'coŭ      | 201 kg |
| Totale             | Valeriu Calancea    | 373 kg | İzzet İnce          | 373 kg  | Vadzim Stral'coŭ      | 373 kg |
| 94 kg (Dettagli)   |                     |        |                     |         |                       |        |
| Strappo            | Szymon Kołecki      | 177 kg | Roman Konstantinov  | 176 kg  | Evgheni Bratan        | 173 kg |
| Slancio            | Szymon Kołecki      | 218 kg | Roman Konstantinov  | 217 kg  | Kostjantyn Pilijev    | 213 kg |
| Totale             | Szymon Kołecki      | 395 kg | Roman Konstantinov  | 393 kg  | Evgheni Bratan        | 382 kg |
| 105 kg (Dettagli)  |                     |        |                     |         |                       |        |
| Strappo            | Martin Tešovič      | 187 kg | Mykola Hordichuk    | 186 kg  | Gleb Pisarevskij      | 186 kg |
| Slancio            | Martin Tešovič      | 224 kg | Gleb Pisarevskij    | 221 kg  | Alan Naniyev          | 220 kg |
| Totale             | Martin Tešovič      | 411 kg | Gleb Pisarevskij    | 407 kg  | Dmitrij Lapikov       | 402 kg |
| +105 kg (Dettagli) |                     |        |                     |         |                       |        |
| Strappo            | Evgenij Čigišev     | 205 kg | Viktors Ščerbatihs  | 202 kg  | Dimitrios Papageridis | 192 kg |
| Slancio            | Viktors Ščerbatihs  | 245 kg | Paweł Najdek        | 241 kg  | Grzegorz Kleszcz      | 232 kg |
| Totale             | Viktors Ščerbatihs  | 447 kg | Evgenij Čigišev     | 435 kg  | Paweł Najdek          | 421 kg |

### Categorie femminili
| Evento            | Oro                  | Oro    | Argento               | Argento | Bronzo                | Bronzo |
| ----------------- | -------------------- | ------ | --------------------- | ------- | --------------------- | ------ |
| 48 kg (Dettagli)  |                      |        |                       |         |                       |        |
| Strappo           | Estefanía Juan Tello | 85 kg  | Genny Pagliaro        | 84 kg   | Nurcan Taylan         | 83 kg  |
| Slancio           | Estefanía Juan Tello | 104 kg | Nurcan Taylan         | 103 kg  | Melanie Noel          | 99 kg  |
| Totale            | Estefanía Juan Tello | 189 kg | Nurcan Taylan         | 186 kg  | Genny Pagliaro        | 179 kg |
| 53 kg (Dettagli)  |                      |        |                       |         |                       |        |
| Strappo           | Natalija Trocenko    | 86 kg  | Mărioara Munteanu     | 86 kg   | Julija Derkach        | 83 kg  |
| Slancio           | Mărioara Munteanu    | 104 kg | Svetlana Ul'janova    | 103 kg  | Natalija Trocenko     | 100 kg |
| Totale            | Mărioara Munteanu    | 190 kg | Natalija Trocenko     | 186 kg  | Svetlana Ul'janova    | 184 kg |
| 58 kg (Dettagli)  |                      |        |                       |         |                       |        |
| Strappo           | Marina Šainova       | 100 kg | Romela Begaj          | 96 kg   | Marieta Gotfryd       | 93 kg  |
| Slancio           | Marina Šainova       | 130 kg | Aleksandra Klejnowska | 118 kg  | Ruth Kasirye          | 117 kg |
| Totale            | Marina Šainova       | 230 kg | Ruth Kasirye          | 210 kg  | Aleksandra Klejnowska | 208 kg |
| 63 kg (Dettagli)  |                      |        |                       |         |                       |        |
| Strappo           | Meline Daluzyan      | 108 kg | Hanna Bacjuška        | 99 kg   | Sibel Şimşek          | 98 kg  |
| Slancio           | Meline Daluzyan      | 135 kg | Sibel Şimşek          | 117 kg  | Hanna Bacjuška        | 116 kg |
| Totale            | Meline Daluzyan      | 243 kg | Sibel Şimşek          | 215 kg  | Hanna Bacjuška        | 215 kg |
| 69 kg (Dettagli)  |                      |        |                       |         |                       |        |
| Strappo           | Oksana Slivenko      | 112 kg | Natalija Davydova     | 109 kg  | Nazik Avdalyan        | 105 kg |
| Slancio           | Oksana Slivenko      | 145 kg | Nazik Avdalyan        | 136 kg  | Natalija Davydova     | 132 kg |
| Totale            | Oksana Slivenko      | 257 kg | Nazik Avdalyan        | 241 kg  | Natalija Davydova     | 241 kg |
| 75 kg (Dettagli)  |                      |        |                       |         |                       |        |
| Strappo           | Hripsime Khurshudyan | 122 kg | Lidia Valentín        | 115 kg  | Tat'jana Matveeva     | 108 kg |
| Slancio           | Hripsime Khurshudyan | 140 kg | Tat'jana Matveeva     | 139 kg  | Olga Kiseleva         | 135 kg |
| Totale            | Hripsime Khurshudyan | 262 kg | Tat'jana Matveeva     | 247 kg  | Lidia Valentín        | 247 kg |
| +75 kg (Dettagli) |                      |        |                       |         |                       |        |
| Strappo           | Ol'ha Korobka        | 133 kg | Kacjaryna Škuratava   | 116 kg  | Julija Dovhal'        | 115 kg |
| Slancio           | Ol'ha Korobka        | 160 kg | Derya Açıkgöz         | 141 kg  | Julija Dovhal'        | 140 kg |
| Totale            | Ol'ha Korobka        | 293 kg | Kacjaryna Škuratava   | 256 kg  | Julija Dovhal'        | 255 kg |

## Medagliere

### Grandi (totale)
Riferito al totale dell'esercizio.
| Posiz.              | Nazione             | Oro | Argento | Bronzo | Totale |
| ------------------- | ------------------- | --- | ------- | ------ | ------ |
| 1                   | Russia              | 3   | 4       | 3      | 10     |
| 2                   | Armenia             | 3   | 3       | 0      | 6      |
| 3                   | Romania             | 2   | 0       | 0      | 2      |
| 4                   | Ucraina             | 1   | 1       | 2      | 4      |
| 5                   | Moldavia            | 1   | 0       | 2      | 3      |
| 5                   | Polonia             | 1   | 0       | 2      | 3      |
| 7                   | Spagna              | 1   | 0       | 1      | 2      |
| 8                   | Francia             | 1   | 0       | 0      | 1      |
| 8                   | Lettonia            | 1   | 0       | 0      | 1      |
| 8                   | Slovacchia          | 1   | 0       | 0      | 1      |
| 11                  | Bielorussia         | 0   | 3       | 2      | 5      |
| 11                  | Turchia             | 0   | 3       | 2      | 5      |
| 13                  | Norvegia            | 0   | 1       | 0      | 1      |
| 14                  | Italia              | 0   | 0       | 1      | 1      |
| Totale (14 nazioni) | Totale (14 nazioni) | 15  | 15      | 15     | 45     |

### Grandi (totale) e Piccole (Strappo e Slancio)
Riferito al totale dell'esercizio e delle due specialità.
| Posiz.              | Nazione             | Oro | Argento | Bronzo | Totale |
| ------------------- | ------------------- | --- | ------- | ------ | ------ |
| 1                   | Armenia             | 10  | 6       | 2      | 18     |
| 2                   | Russia              | 9   | 10      | 7      | 26     |
| 3                   | Ucraina             | 4   | 3       | 8      | 15     |
| 4                   | Romania             | 4   | 1       | 1      | 6      |
| 5                   | Polonia             | 3   | 2       | 4      | 9      |
| 6                   | Spagna              | 3   | 1       | 1      | 5      |
| 7                   | Slovacchia          | 3   | 0       | 0      | 3      |
| 8                   | Bielorussia         | 2   | 7       | 5      | 14     |
| 9                   | Moldavia            | 2   | 1       | 6      | 9      |
| 10                  | Francia             | 2   | 1       | 1      | 4      |
| 11                  | Lettonia            | 2   | 1       | 0      | 3      |
| 12                  | Turchia             | 1   | 8       | 5      | 14     |
| 13                  | Azerbaigian         | 0   | 1       | 1      | 2      |
| 13                  | Italia              | 0   | 1       | 1      | 2      |
| 13                  | Norvegia            | 0   | 1       | 1      | 2      |
| 16                  | Albania             | 0   | 1       | 0      | 1      |
| 17                  | Bulgaria            | 0   | 0       | 1      | 1      |
| 17                  | Grecia              | 0   | 0       | 1      | 1      |
| Totale (18 nazioni) | Totale (18 nazioni) | 45  | 45      | 45     | 135    |

## Classifica a squadre

### Sistema di punteggio
Il sistema di punteggio è indicato dalla sommatoria dell'esercizio totale e delle due specialità in base allo schema adottato nel 1996:

### Categorie maschili
| Pos. | Squadra     | Punti |
| ---- | ----------- | ----- |
| 1    | Russia      | 546   |
| 2    | Bielorussia | 523   |
| 3    | Turchia     | 506   |
| 4    | Polonia     | 493   |
| 5    | Moldavia    | 401   |
| 6    | Azerbaigian | 400   |
| 7    | Armenia     | 381   |
| 8    | Grecia      | 368   |
| 9    | Francia     | 349   |
| 10   | Germania    | 288   |
| 11   | Bulgaria    | 276   |
| 12   | Spagna      | 255   |
| 13   | Ucraina     | 242   |
| 14   | Slovacchia  | 226   |
| 15   | Ungheria    | 214   |
| 16   | Romania     | 188   |
| 17   | Italia      | 181   |
| 18   | Lituania    | 147   |
| 19   | Finlandia   | 140   |
| 20   | Rep. Ceca   | 127   |
| 21   | Lettonia    | 81    |
| 22   | Regno Unito | 70    |
| 23   | Israele     | 63    |
| 24   | Cipro       | 59    |
| 25   | Albania     | 52    |
| 26   | Serbia      | 47    |
| 27   | Belgio      | 45    |
| 28   | Austria     | 43    |
| 29   | Svizzera    | 41    |
| 30   | San Marino  | 26    |
| 31   | Monaco      | 16    |
| 32   | Irlanda     | 15    |
| 33   | Svezia      | 14    |
| 34   | Galles      | 13    |
| —    | Danimarca   | 0     |

### Categorie femminili
| Pos. | Squadra              | Punti |
| ---- | -------------------- | ----- |
| 1    | Russia               | 486   |
| 2    | Ucraina              | 456   |
| 3    | Turchia              | 440   |
| 4    | Bielorussia          | 426   |
| 5    | Polonia              | 402   |
| 6    | Spagna               | 354   |
| 7    | Bulgaria             | 337   |
| 8    | Germania             | 318   |
| 9    | Grecia               | 314   |
| 10   | Ungheria             | 243   |
| 11   | Armenia              | 241   |
| 12   | Francia              | 237   |
| 13   | Italia               | 211   |
| 14   | Romania              | 171   |
| 15   | Albania              | 136   |
| 16   | Finlandia            | 127   |
| 17   | Slovacchia           | 94    |
| 18   | Regno Unito          | 76    |
| 19   | Norvegia             | 67    |
| 20   | Bosnia ed Erzegovina | 57    |
| 21   | Austria              | 55    |
| 22   | Rep. Ceca            | 50    |
| 23   | Belgio               | 33    |
| 24   | Serbia               | 11    |
| 25   | Israele              | 9     |
| —    | Portogallo           | 0     |